# I-F
I-F (ou Interr-Ference) é o nome artístico do produtor e DJ neerlandês Ferenc E. Van Der Sluijs, nascido na cidade de Hague. Antes de ser I-F, Van Der Sluijs era membro do Unit Moebius, grupo considerado como os pioneiros da música eletrônica em Países Baixos.
Em 1997, ele produziu a faixa "Space Invaders Are Smoking Grass", na qual tornou-se um sucesso estrondoso na Europa. Em 1998, foi realizado o álbum Fucking Consumer pela gravadora alemã Disko B. Em 1999, foi a vez de The Man From PACK. Em 1999, I-F produziu o álbum Mixed Up In The Hague, Vol. 1, que fora citado por muitos DJs, incluindo Morgan Geist.

## Discografia
- 1998 Fucking Consumer
- 1999 The Man From PACK
- 2000 The Mixed Up In The Hague, Vol. 1
- 2002 The Mixed Up In The Hague, Vol. 2